# Stratocumulus

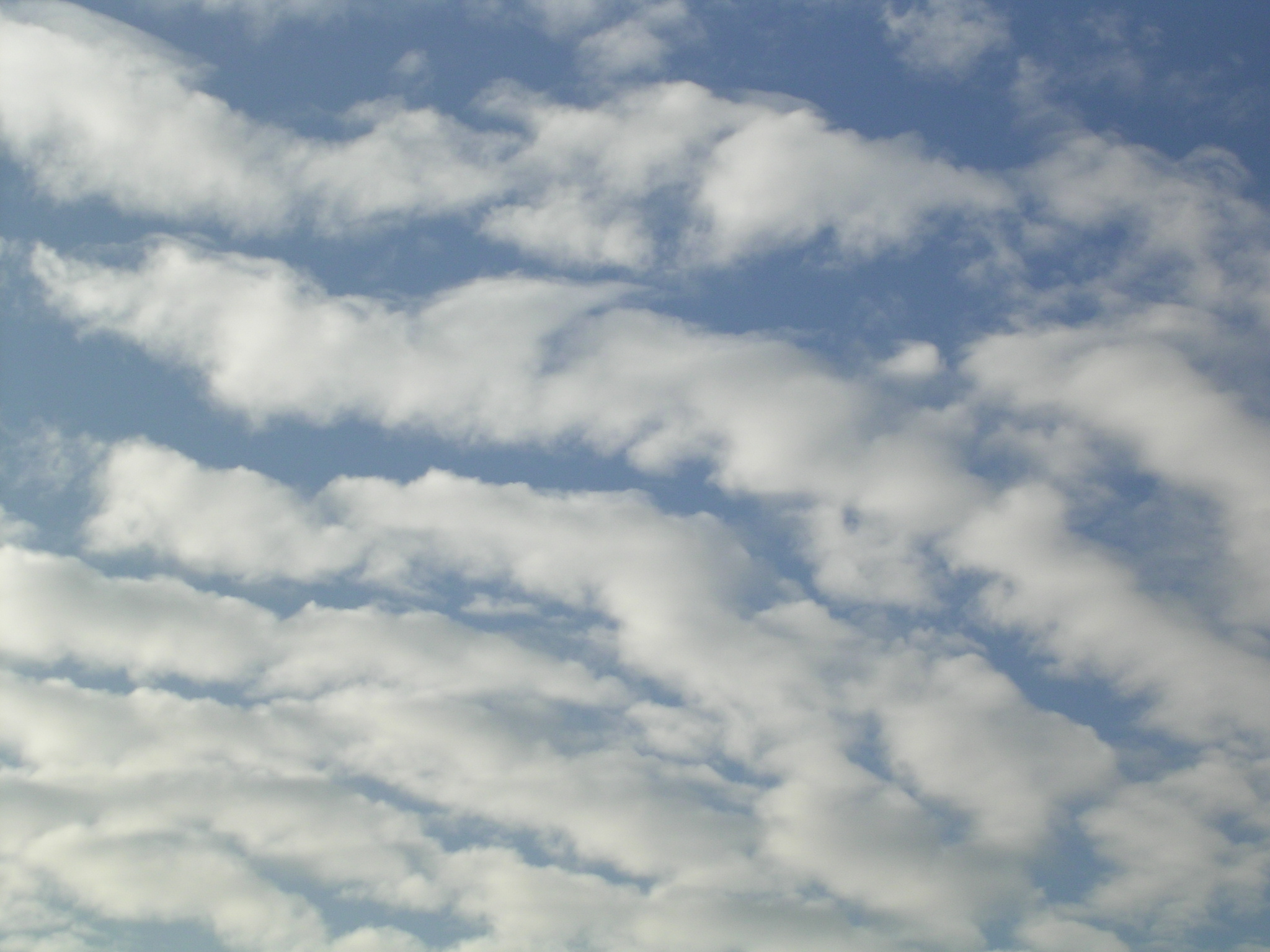
Stratocumulus lenticularis

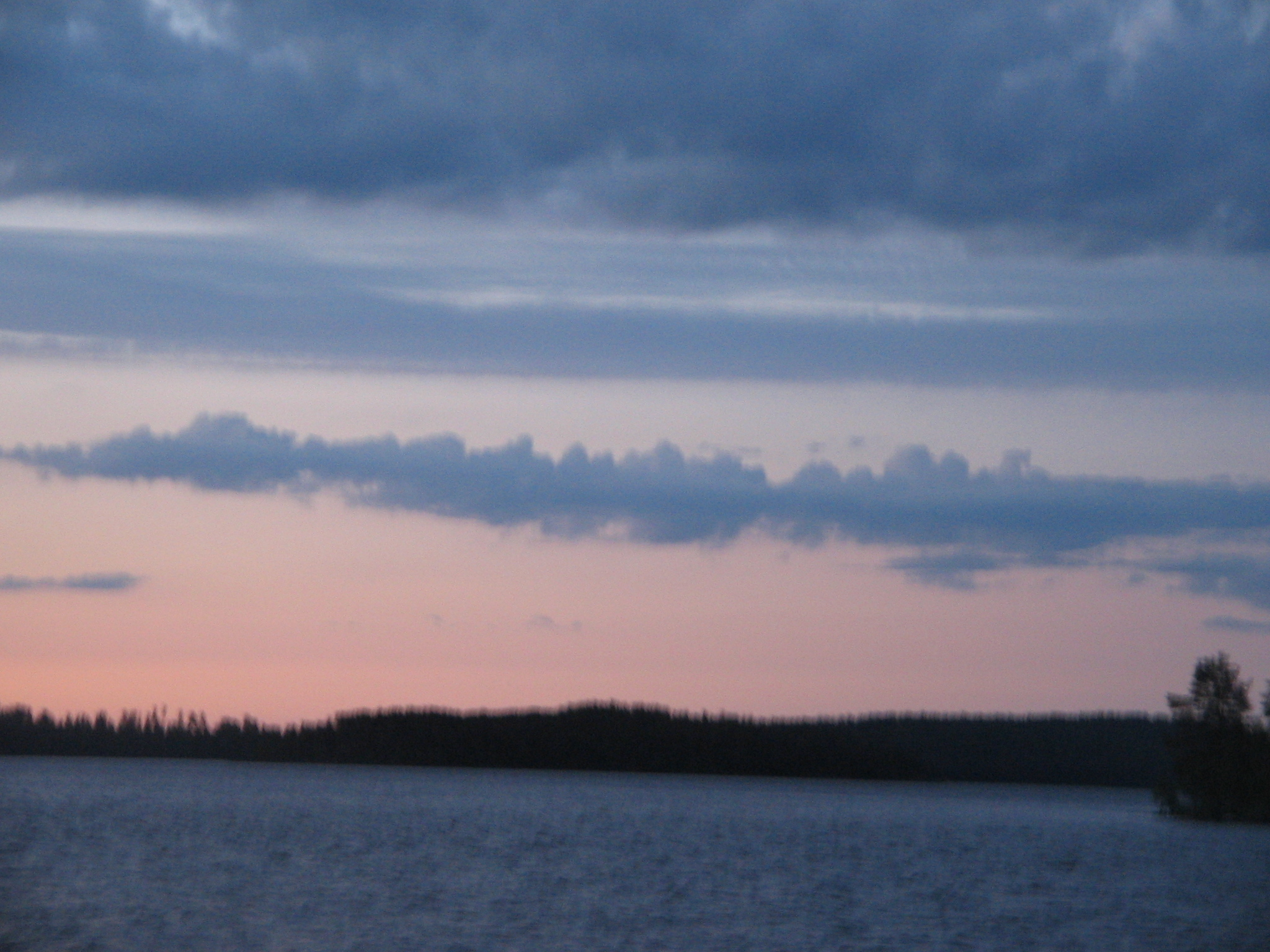
Stratocumulus castellanus

Stratocumulus, Sc, chmura kłębiasto-warstwowa, kłębiasta warstwowa – chmura w postaci szarej warstwy lub wielu płatów przypominających kształtem bryły, które są przeważnie spłaszczone. Jest złożona z kropel chmurowych wody. Niekiedy towarzyszą jej niewielkie opady deszczu lub virga. Przeważnie występuje poniżej 2400 m. Warstwowa struktura jest często związana z inwersją temperatury powyżej wierzchołka.
Termin Stratocumulus został wprowadzony przez niemieckiego fizyka i meteorologa Ludwiga Kämtza w 1840 roku na oznaczenie chmury, która nie jest wystarczająco płaska, żeby być nazwana stratusem, ale nie jest też wystarczająco konwekcyjna, żeby być nazwana cumulusem. Olbrzymie obszary stratocumulusów są zlokalizowane klimatycznie po wschodnich częściach oceanów w umiarkowanych szerokościach. Najbardziej znanym przykładem takiego systemu chmurowego są chmury przy wybrzeżu Kalifornii w USA. Największym obszarem stratocumulusa na świecie jest wybrzeże Pacyfiku w rejonie Chile i Peru. Statystycznie około 1/5 globu pokryta jest stratocumulusem (23% powierzchni oceanu i 12% powierzchni lądu) – dlatego stratocumulus jest dominującą formacją chmur na Ziemi. Ze względu na rozmiar chmury warstwowo-kłębiaste są jednym z najważniejszych elementów ogólnej zmiany klimatu. Prawie 50–70% całego promieniowania słonecznego jest odbijana przez stratocumulusy (patrz albedo ziemskie) w czasie dnia. Stratocumulus wpływa też na emisję promieniowania cieplnego z Ziemi. W nocy chmury te kontrolują (zmniejszają) spadek temperatury na powierzchni ziemi w stosunku do sytuacji z czystym niebem. Stratocumulusy oceaniczne umiarkowanych szerokości są jednym z nielicznych przykładów chmur, w których wielkoskalowy przepływ powietrza jest zstępujący (w kierunku ziemi), podczas gdy chmury konwekcyjne typu cumulus czy większość chmur frontalnych (cirrus, stratus) jest wymuszana przez kondensację związaną z ruchem wstępującym powietrza. Chmury stratocumulus umiarkowanych szerokości są przykładem delikatnej równowagi pomiędzy strumieniem pary wodnej z oceanu, przenoszonej przez ruchy w turbulencyjnej warstwie granicznej, ograniczonej od góry przez wielkoskalową inwersję osiadania, i podtrzymywaną energią promieniowania podczerwonego. Chmury te są jednymi z najbardziej badanych chmur na świecie za pomocą technik satelitarnych, meteorologicznych plac polowych (samoloty, teledetekcja) i modeli numerycznych fizyki chmur.

## Klasyfikacja i morfologia
Symbol, którym oznacza się chmury rodzaju Stratocumulus: . W kluczu synoptycznym stosowane są różne symbole, zależnie od rozwoju danych chmur. Gatunki chmur Stratocumulus:
- stratocumulus stratiformis (Sc str)
- stratocumulus lenticularis (Sc len), jeden ze zwiastunów frontu chłodnego
- stratocumulus castellanus (Sc cas)
- stratocumulus floccus (Sc flo)
- stratocumulus volutus (Sc vol)

Odmiany występujące u chmur Stratocumulus
- translucidus (tr) – przeświecające – nie tylko przez obrzeża członów, możliwe jest określenie położenia Słońca lub Księżyca (przy dużym kącie wysokości tych ciał niebieskich)
- perlucidus (pe) – o członach pooddzielanych
- opacus (op) – nieprzeświecające – człony przepuszczają mało światła, że nie można określić położenia tarczy słonecznej, podstawa gładka, dość jednolita
- duplicatus (du) – o członach rozdwojonych
- undulatus (un) – pofalowane – ukształtowanie podstawy przypomina pofalowane morze
- radiatus (ra) – promieniste – o członach wypełniających regularnie oczka sieci, uporządkowanych wzdłuż linii prostych
- lacunosus (la) – o układzie członów przypominającym plaster miodu

## Wpływ na klimat
Olbrzymie obszary stratocumulusów są zlokalizowane klimatycznie po wschodnich częściach oceanów w umiarkowanych szerokościach, co jest spowodowane dwoma głównymi czynnikami
- przy zachodnich wybrzeżach kontynentów ogólna cyrkulacja oceanu wymusza wypływ zimnej wody,
- ogólna cyrkulacja atmosfery z głęboką konwekcją w tropikalnej strefie konwergencji (ITCZ), w pobliżu równika, powoduje kompensujące osiadanie powietrza w szerokościach umiarkowanych, sprzyjając tym samym powstawaniu chmur stratyfikowanych.

## Warstwa dobrze wymieszana przykryta stratocumulusem (STBL)
Obecnie (2011) podstawowym opisem stratocumulusa jest praca Lilly’ego z 1968 roku, która zwraca uwagę na kilka czynników: (1) powyżej wierzchołka stratocumulusa temperatura znacznie wzrasta, podczas gdy wilgotność właściwa zmniejsza się; (2) promieniowanie podczerwone blisko wierzchołka chmury powoduje, że zimne powietrze spływa w dół i powoduje mieszanie w warstwie powietrza poniżej wierzchołka chmury, Lilly cytuje w swoim artykule pracę Pettersena na ten temat; (3) wymianę strumieni ciepła i wilgotności w całej warstwie od powierzchni Ziemi aż do wierzchołka chmury można opisać za pomocą jednowymiarowego modelu warstwy dobrze wymieszanej (Lilly znał prace Stewarta Turnera, który używał tego typu modeli do badania rozwoju termokliny). Istotnymi aspektami fizyki stratocumulusa jest także wciąganie suchego i cieplejszego powietrza znad wierzchołka stratocumulusa do wewnątrz chmury, wielkoskalowe osiadanie, i strumienie ciepła i wilgotności znad powierzchni oceanu. Oprócz jednowymiarowych modeli warstwy dobrze wymieszanej przykrytej stratocumulusem chmury te są badane za pomocą symulacji metodą dużych wirów (ang. large eddy simulations). Procesy zachodzące w stratocumulusie i na jego wierzchołku są też przedmiotem badań eksperymentalnych. W warstwie granicznej przykrytej stratocumulusem obserwuje się zorganizowaną konwekcję typu Rayleigha-Bénarda. Istnieją obserwacje pokazujące, że opad ma wpływ na to czy te komórki są otwarte (prawie bez chmur), czy zamknięte.